# التحرش الجنسي في الجيش

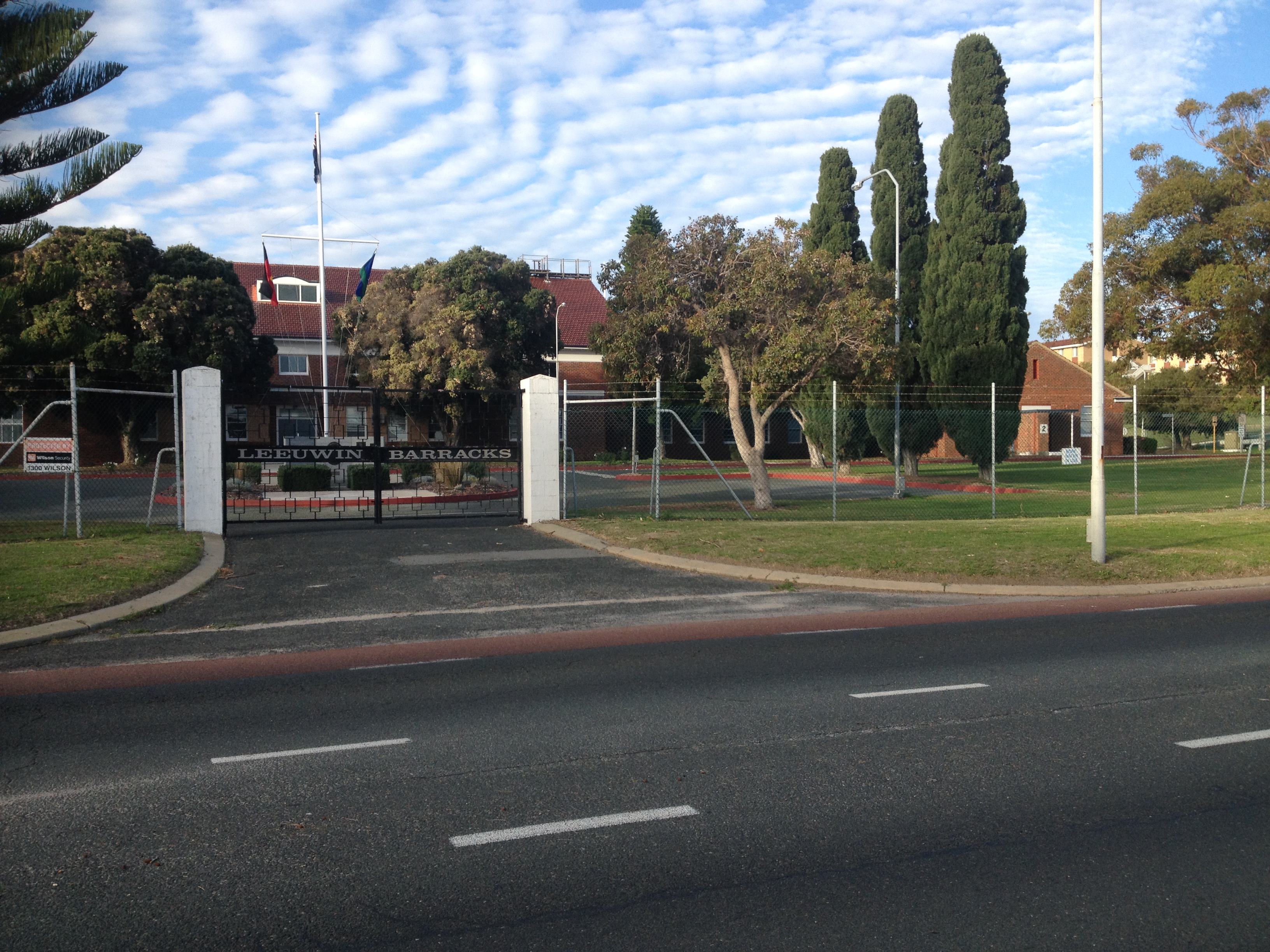
ثكنات ليوين، أستراليا، موقع الإيذاء الجنسي الواسع النطاق لمجندي البحرية للأطفال بين عامي 1967 و1971.

التحرش الجنسي في الجيش هو السلوك الجنسي غير المرغوب فيه، والذي يُعرف بأنه تهديد أو مقزز أو مزعج للآخرين في إطار عسكري. السلوك أكثر شيوعًا في الجيش منه في الحياة المدنية. النساء أكثر عرضة من الرجال للتعرض للتحرش الجنسي في القوات المسلحة. وتشمل المجموعات الأخرى المعرضة لخطر أكبر المجندين الأطفال والمحتجزين العسكريين.

## تعريفات
التحرش الجنسي هو سلوك جنسي غير مرغوب فيه يهدد أو يزعج الآخرين.     بعض الأمثلة على التعاريف المستخدمة من قبل القوات المسلحة هي:
قوات الدفاع الأسترالية: تقدم جنسي غير مرغوب فيه أو طلبات جنسية تجاه شخص آخر 
الجيش البريطاني: السلوك الجنسي غير المرغوب فيه أو أي سلوك آخر يؤثر على كرامة النساء والرجال في العمل. 
القوات المسلحة الكندية: التصرف غير السليم الموجه إلى الآخرين والإساءة إليهم.
القوات المسلحة للولايات المتحدة: تقدم جنسي غير مرغوب فيه وسلوكيات أخرى ذات طبيعة جنسية. 

## الانتشار وعوامل الخطر
وجدت دراسات التحرش الجنسي أنه أكثر شيوعًا بشكل ملحوظ في الأوضاع العسكرية أكثر من المناطق المدنية.  تم اقتراح عدة أسباب لذلك. وجدت دراسة كندية أن عوامل الخطر الرئيسية المرتبطة بالبيئة العسكرية هي السن المبكرة للأفراد والمواقع المعزولة للقواعد ووضع الأقلية للنساء والعدد غير المتناسب بالنسبة للرجال في المناصب العليا.  توصلت أبحاث كندية أخرى إلى أن التركيز في المنظمات العسكرية على المطابقة والطاعة وعلاقات القوة الهرمية مجتمعين يزيدون المخاطر، لا سيما بالنسبة للأفراد ذوي الرتب المنخفضة، والذين هم أقل قدرة من الآخرين على مقاومة التصرفات غير الملائمة لهم.  يُعتقد أيضًا أن القيم والسلوكيات الذكورية التقليدية التي يتم مكافأتها وتعزيزها في البيئات العسكرية تلعب دورًا. 
وقد وجدت الأبحاث الكندية أيضًا أن خطر سوء السلوك الجنسي يزداد أثناء نشر العمليات العسكرية. 

## الأهداف الرئيسية

### الموظفات
في حين أن بعض الأفراد الذكور يتعرضون للتحرش الجنسي فإن النساء أكثر عرضة للتأثر.      تواجه النساء الأصغر سنا واللواتي انضمن إلى الجيش في سن أصغر خطرًا أكبر، وفقًا للبحوث الأمريكية والبريطانية والكندية والفرنسية. 

### طلاب الكليات العسكرية
قوات كاديت هي منظمات شبابية عسكرية للمراهقين الأصغر سنا المتمركزين في المجتمعات والمدارس، وهي شائعة في جميع أنحاء العالم.  هناك بعض الأدلة من المملكة المتحدة، حيث تم تسجيل مئات الشكاوى من الاعتداء الجنسي على الطلاب منذ عام 2012 ومن كندا حيث واحدة من كل عشر شكاوى من الاعتداء الجنسي في الجيش من طلاب أن هذه المؤسسات عرضة لثقافة التحرش الجنسي. 

### المعتقلين
الأفراد الذين يحتجزهم الجيش معرضون بشكل خاص للتحرش الجنسي. خلال حرب العراق، ارتكب أفراد من الجيش الأمريكي ووكالة الاستخبارات المركزية الأمريكية عددًا من انتهاكات حقوق الإنسان ضد المعتقلين في سجن أبو غريب،  بما في ذلك الاغتصاب واللواط وغيره من أشكال الاعتداء الجنسي.  مثال آخر هو احتجاز رجلين عراقيين على متن سفينة حربية بريطانية في بداية حرب العراق وأُجبروا على تجريدهم من ملابسهم ثم تعرضوا للإهانة الجنسية. 

## العوائق التي تعترض سبيل الإصلاح
على الرغم من أن خطر سوء السلوك الجنسي في القوات المسلحة معترف به على نطاق واسع إلا أن الأفراد يحجمون كثيرًا عن الإبلاغ عن الحوادث.       فمثلا:
- خلص تقرير رسمي لقوة الدفاع الأسترالية إلى أن النساء اللائي تعرضن للمضايقة كانوا أقل عرضة لتقديم شكوى لأنهم لا يتوقعون استجابة جدية. [28][29]
- أكد أمين المظالم في القوات المسلحة الكندية أن النساء يخشين العواقب إذا أبلغن عن تورط قيادتهن بجريمة جنسية: «إن الخوف من التداعيات صارخ»، على حد قولهم في عام 2014.[18] في عام 2015، أفادت مجلة Deschamps Review أن أحد الأسباب الرئيسية لعدم تقديم الموظفين لشكوى هو الخوف من عواقب حياتهم المهنية وأن العديد من أصحاب الشكوى واجهوا عمليات انتقامية.[4]
- علقت ليلى مينانو المؤلفة المشاركة في كتاب يوثق الاعتداء الجنسي في القوات المسلحة الفرنسية أن شكاوى النساء تم تثبيطها بشكل منهجي عن الشكوى، وكثيراً ما يتم إخراجهن من وحدتهن إذا فعلوا ذلك. [4]
- في المملكة المتحدة، وجد تقرير رسمي عن التحرش الجنسي في الجيش البريطاني أن ما يقرب من نصف الأفراد الذين لديهم تجربة مزعجة للتحرش الجنسي لم يشتكوا خوفًا من التأثير على حياتهم المهنية.[3]
- في القوات المسلحة الأمريكية، وجدت دراسة أجريت في عام 2016 أن 58 ٪ من النساء اللائي أبلغن عن سوء سلوك جنسي من قبل قادتهم قالوا إنهن قوبلن بالانتقام نتيجة لذلك. [30] قدرت وزارة الدفاع في عام 2017 أن اثنين من كل ثلاثة من ضحايا الاعتداء الجنسي لا يبلغون عن ذلك. [31]

نظرًا لأن عدد الشكاوى الرسمية لا يمثل سوى جزء بسيط من المضايقات الجنسية في الجيش   فتنتج تقديرات دورية باستخدام استطلاعات مجهولة المصدر. 

## الآثار على الصحة العقلية
النساء المصابات اللائي تعرضن للتحرش الجنسي هن أكثر عرضة من غيرهم من النساء لأن يعانين من الأمراض النفسية المرتبطة بالتوتر بعد ذلك.  وجدت الأبحاث في الولايات المتحدة أنه عندما يكون الاعتداء الجنسي على أفراد الجيش، فإن احتمالات المعاناة من اضطراب ما بعد الصدمة تزداد بمقدار تسعة. 
توصلت الأبحاث في الولايات المتحدة إلى أن الأفراد المتأثرين بالتحرش الجنسي هم أقل عرضة للإصابة بالاكتئاب أو اضطراب ما بعد الصدمة إلى حد ما إذا صدر تقرير رسمي باتخاذ إجراءات فعالة لمعالجة هذه القضية. 

## الوقاية
بدأت القيادة العسكرية في بعض البلدان في الاعتراف بثقافة سوء السلوك الجنسي في القوات المسلحة. فمثلا:
شاركت القوات المسلحة البريطانية في إجراء أول دراسة رسمية لهذه المشكلة في عام 2006، وفي عام 2016، أشار رئيس الجيش البريطاني إلى ثقافة الجندي المفرطة في ممارسة الجنس والتزمت بالحد من مدى سوء السلوك الجنسي. 
في عام 2016، كشفت دراسة كبيرة عن مضايقات واعتداءات جنسية واسعة النطاق في القوات المسلحة الكندية، أقر الجنرال جوناثان فانس- رئيس أركان الدفاع -: «السلوك الجنسي الضار يمثل مشكلة حقيقية في مؤسستنا». 
أنشأت الولايات المتحدة مكتب منع الاعتداء الجنسي والوقاية منه في عام 2005، والذي يقدم تقارير سنوية. 

## التحرش الجنسي في الجيش، حسب البلد

### أستراليا
أدت التقارير الواسعة الانتشار المتعلقة بالتحرش الجنسي في القوات المسلحة الأسترالية إلى إنشاء فرقة للعمل للاستجابة لسوء المعاملة الدفاعية للتحقيق في الشكاوى المقدمة من النساء بين عامي 1991 و 2011. وتلقت 2439 شكوى، واعتبرت أن 1751 شكوى مقبولة. 
أُنشئت لجنة ملكية في الاعتداء الجنسي على الأطفال في عام 2012، والتي حققت في مزاعم واسعة النطاق عن الإساءة التاريخية في البحرية.  أخذت اللجنة أدلة من 8000 فرد وذكرت في عام 2017 أن العديد من المجندين من كلا الجنسين ومن سن 15 قد تعرضوا للإيذاء الجنسي مرارًا وتكرارًا من قبل مجندين كبار السن بين عامي 1967 و 1971، بما في ذلك عن طريق الاغتصاب الجماعي، وفي بعض الحالات تم إجبار المجندين على اغتصاب بعضهم البعض.  تم التغاضي عن هذه الممارسة من قبل كبار الموظفين. 

### فرنسا
ظهر مدى التحرش الجنسي في القوات المسلحة الفرنسية لأول مرة في عام 2014 عندما تم ذكر 35 حالة من حالات التحرش الجنسي والاعتداء في كتاب La Guerre Invisible، وهو كتاب ليلي مينانو وجوليا باسكوال.  ووفقًا لصحيفة الاندبندنت، لم يُطلب من القوات المسلحة الإبلاغ عن الحوادث أو الاحتفاظ بالإحصاءات، واعترف تقرير رسمي بأن الوعي بالمشكلة قد تم قمعه مؤسسيًا.

### الولايات المتحدة
كشفت فضيحة تالي هوك البحرية عام 1991 عن الأفعال الفظيعة التي وقعت خلال المؤتمر السنوي الخامس والثلاثين في لاس فيجاس، نيفادا، حيث قام 100 من ضباط الطيران في البحرية بالاعتداء الجنسي على 83 امرأة و 7 رجال.  مثلت الناشطة البحرية النشطة الطيارة باولا كوفلين أمام الكونغرس في عام 1991 للإدلاء بشهادتها حول الاعتداء الجنسي الذي تعرضت له على أيدي رفاقها في تالي هوك. أدت شهادتها إلى تحسين اللوائح التي تهدف إلى مكافحة التحرش الجنسي والاعتداء الجنسي في الجيش. الإحصائيات الدقيقة عن التحرش الجنسي في القوات المسلحة أمر بعيد المنال لأن البنتاغون يتتبع فقط تقارير الاعتداء الجنسي، وليس التحرش الجنسي.  يشير تقرير وزارة الدفاع لعام 2017 للعام المالي 2016 إلى أن حوادث الاعتداء الجنسي المبلغ عنها زادت بنسبة 10 في المائة مقارنة بالعام السابق، وفي معظم الأحيان وقع أعضاء الخدمة الفعلية ضحية لأعضاء الخدمة ذوي الرتب العليا. وتنص كذلك على أن وزارة الدفاع لا تؤكد بالتحديد أن المضايقات الجنسية تتسبب في اعتداء جنسي في القوات المسلحة، لكنها تؤكد أن الاثنين متشابكان بشكل غير مفهوم. وجد التقرير أن المرأة العسكرية العاملة في الخدمة الفعلية التي أبلغت عن التحرش الجنسي لرئيسها كانت أكثر عرضة بنسبة 16 في المائة للاعتداء الجنسي من الشخص الذي لم يبلغ، في حين أن الرجل الذي أبلغ أكثر عرضة لاعتداء الجنسي بعد الإبلاغ بنسبة 50 في المئة. 
في عام 2017، ذكرت وزارة الدفاع أن ما يقدر ب 14900 من الأفراد العسكريين تعرضوا للاعتداء الجنسي في عام 2016، [18] منهم 6172 تقدموا بشكوى رسمية.  وفقا لمقال نشر في ميدسكيب، فإن ما يصل إلى 80 ٪ من النساء في القوات المسلحة تعرضن للتحرش الجنسي، و 25 ٪ تعرضن لاعتداء جنسي.